# The Suffering: Ties That Bind
The Suffering: Ties That Bind é um jogo eletrônico survival horror de terror psicológico desenvolvido pela Surreal Software e publicado pela Midway Games, continuação do jogo The Suffering da saga do personagem Torque que escapou da Prisão de Carnate e está numa cidade chamada Abott. Ele está em busca de responder os mistérios de seu passado